# Meru (India)
Meru is een census town in het district Hazaribagh van de Indiase staat Jharkhand. 

## Demografie
Volgens de Indiase volkstelling van 2001 wonen er 8547 mensen in Meru, waarvan 66% mannelijk en 34% vrouwelijk is. De plaats heeft een alfabetiseringsgraad van 75%. 